# Publius Villius Tappulus
Publius Villius Tappulus était un homme politique de la République romaine de la fin du IIIe siècle av. J.-C. et du début du IIe siècle av. J.-C.